# Benjamin Werndl

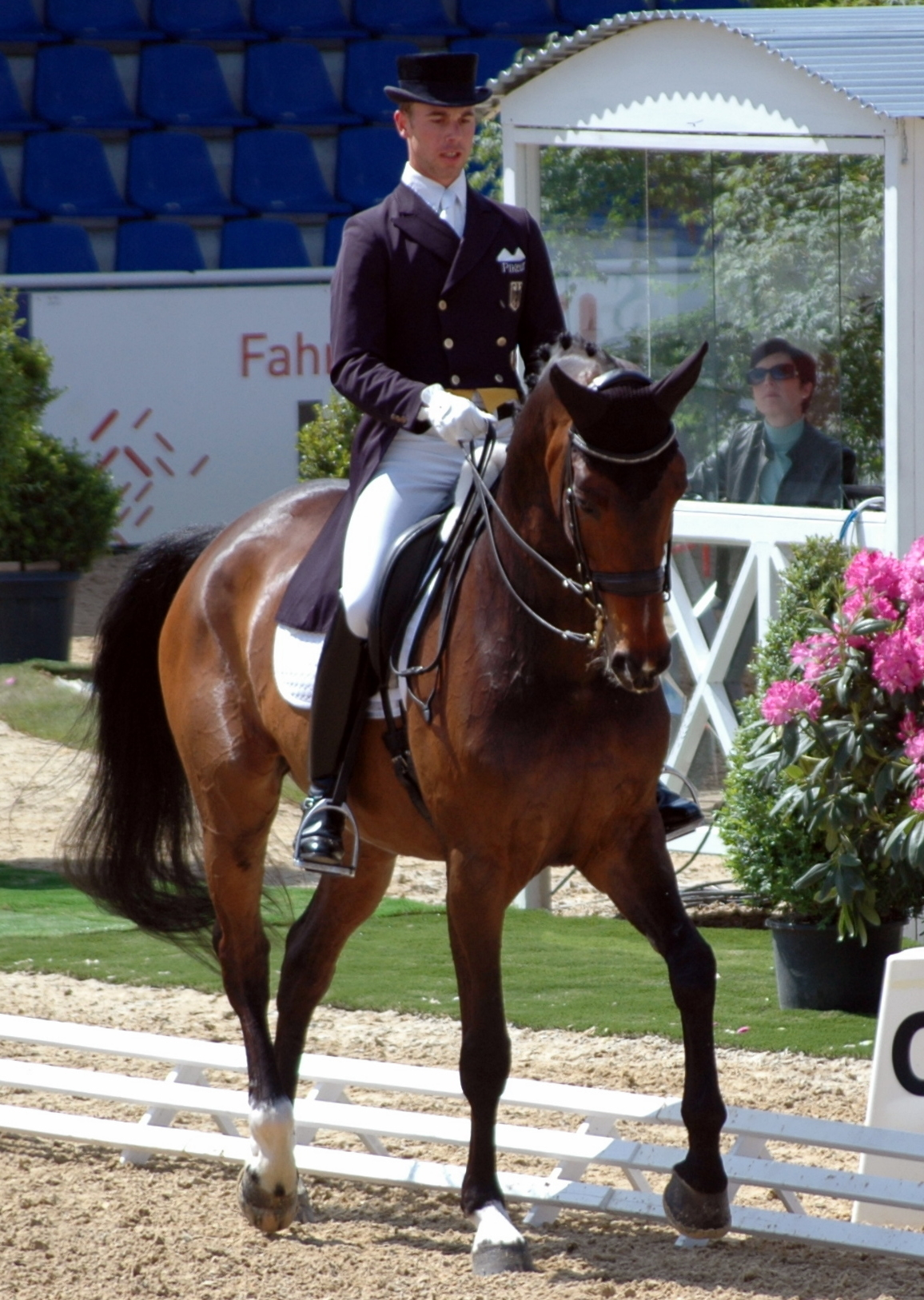
Benjamin Werndl und Der Hit (2014)

Benjamin Werndl (* 20. Juli 1984) ist ein deutscher Dressurreiter.

## Werdegang
Der Leistungssport nimmt in der Familie Werndl eine große Rolle ein: Der Vater segelte leistungssportmäßig, die Mutter fuhr Skirennen und war selbst aktive Turnierreiterin. Seine jüngere Schwester ist die Dressurreiterin Jessica von Bredow-Werndl. Als Benjamin Werndl sechs Jahre alt war, erhielt die Familie von seiner Tante einen Lewitzer geschenkt. Werndl begann mit dem Reiten, wenig später übernahmen seine Eltern von seiner Tante deren Hof in Tuntenhausen-Aubenhausen. Dieser wurde zu der Reitanlage ausgebaut, auf dem Benjamin Werndl und seine Schwester unverändert ansässig sind.
Zunächst eher am Springreiten interessiert, erhielt Werndl von seinen Eltern das Dressurpony Dacapo, mit dem er sich dann auf das Dressurreiten fokussierte. Mit diesem wurde er später in den deutschen Bundeskader der Pony-Dressurreiter berufen. Mit 17 Jahren ließ er sich vorzeitig in die Altersklasse der Jungen Reiter hochstufen. Auch dort, nach dem Umstieg auf Großpferde, war Benjamin Werndl erfolgreich. 2002 gewann er in dieser Altersklasse die Silbermedaille bei den Deutschen Meisterschaften, ein Jahr später errang er dort Bronze. Ebenso im Jahr 2002 erhielt Werndl das Goldene Reitabzeichen.
2004 war er Teil der deutschen Dressurequipe bei den Europameisterschaften der Jungen Reiter, dort verpasste er knapp eine Einzelmedaille. Den Höhepunkt der Junge Reiter-Zeit bildete die Europameisterschaft 2005, wo Werndl zusammen mit seiner Schwester, Dirk Viebrock und Matthias Alexander Rath Mannschaftsgold gewann und zudem im Einzel Vize-Europameister seiner Altersklasse wurde.
Im Jahr 2007 startete Benjamin Werndl in den internationalen Grand Prix-Dressursport: Während des großen Münchener Turniers „Pferd International“ erreichte er mit seinem Pferd Sam den zweiten Platz in der Grand Prix Kür der CDI 3*-Tour mit 72,400 Prozent. Zwei Monate später vertrat er unter anderem zusammen mit seiner Schwester Deutschland im Nationenpreis des CDIO 2* „Dressage at Hickstead“.
Da er leistungsmäßig jedoch eher im unteren 60-Prozent-Bereich blieb, entschieden sich die Werndl-Geschwister, ihre bisherigen Pferde zu verkaufen und junge Pferde für den Grand Prix-Sport aufzubauen. Ab 2007 trainierten die beiden Geschwister bei Isabell Werth. Im Jahr 2010 schloss Benjamin Werndl seinen Bachelor in Betriebswirtschaftslehre ab und arbeitete in der Folge zeitweilig im Unternehmen seines Vaters.
Mit dem Wallach Der Hit stieg Benjamin Werndl 2013 wieder in den Grand Prix-Sport ein. Beim CDIO 5* im Rahmen des CHIO Rotterdam 2013 erfolgte ein weiterer Nationenpreisstart. Ab 2014 verzeichnete das Paar vermehrt Ergebnisse von über 70 Prozent, in Kaposvár und Stuttgart folgten erste Starts im  Dressurweltcup. Im Jahr 2015 war Benjamin Werndl Teil des deutschen B2-Kaders. Jener „dritte Kader“ wurde zum Jahr 2016 aufgelöst.
Während seine Schwester von Beatrice Bürchler-Keller unterstützt wird, ermöglichte deren Halbschwester Flora Keller den Aufstieg von Benjamin Werndl in die Spitze des deutschen Dressursports. Diese stellte ihm die Pferde Daily Mirror und Famoso zur Verfügung, mit denen er schließlich zum Jahresbeginn 2019 in den Championatskader aufgenommen wurde. Die Weltcupsaison 2018/2019 schloss Werndl auf Rang drei der Westeuropaliga ab. Als vierter deutscher Reiter (unter Berücksichtigung der Vorjahres-Weltcupsiegerin Isabell Werth) blieb ihm aufgrund des Weltcupregelwerks sein erster Start bei einem Weltcupfinale jedoch verwehrt. Mit Daily Mirror war Benjamin Werndl deutscher Ersatzreiter bei den Europameisterschaften 2019.
Für die Olympischen Spiele in Tokio schaffte es Werndl mit Daily Mirror auf die Longlist. Für die ebenfalls 2021 ausgerichteten Europameisterschaften in Hagen reichte es nicht für eine Nominierung, da sich Daily Mirror noch im Aufbautraining befand.
Beim CHIO Aachen war Benjamin Werndl 2022 erstmals Teil der deutschen Equipe beim heimischen Nationenpreis. Darauf folgte seine erste Championatsteilnahme in der Altersklasse der „Reiter“: Bei den Weltmeisterschaften 2022 erreichte Werndl mit Famoso in allen drei Prüfungen jeweils ein neues individuelles Bestergebnis. In beiden Einzelentscheidungen war er top platziert, nach Platz fünf im Grand Prix Spécial kam er in der Grand Prix Kür auf den vierten Rang.
Benjamin Werndl ist seit 2015 mit Kathrin Werndl geb. Wohlhaupter verheiratet und hat drei Töchter, die älteste (* 2013) aus einer früheren Beziehung mit Juliane Hempel, die vor einigen Jahren als Bereiterin bei der Familie Werndl in Aubenhausen angestellt war. Die beiden jüngeren Töchter (* 2014) und (* 2017) hat er mit seiner Frau bekommen.

## Pferde
- Sam 121 (* 1994), brauner Hannoveraner Wallach, Vater: Salvano, Muttervater: Windhuk; ab 2010 von Haruchika Asakawa und Yaemi Asakawa geritten[19]
- Der Hit (* 2003), dunkelbrauner Oldenburger Wallach, Vater: Del Gado, Muttervater:  Welt Hit II, zuletzt 2018 im internationalen Sport eingesetzt[20]
- Daily Mirror 9 (* 2004), Westfale Rappwallach, Vater: Damon Hill NRW, Muttervater: Florestan I[21]
- Famoso OLD (* 2009; † 2024), dunkelbrauner Oldenburger Wallach, Vater: Farewell III, Muttervater: Welt Hit II[22]
- Discover 7 (* 2013), Rheinländer Fuchshengst, Vater: Don Frederic 3, Muttervater: Ferragamo
- Daily Dream 11 (* 2016), dunkelbrauner Hannoveraner Wallach, Vater: Dimaggio, Muttervater: Scolari
- Dallenio (* 2015), Trakehner Rappwallach, Vater: E.H. Millennium, Muttervater: Handryk
- Birkhof’s Zieta FBW (* 2016), dunkelbraune DSP-Stute, Vater: Birkhof's Zalando OLD, Muttervater: Briar
- Great Gatsby 31 (* 2017), Westfale dunkelbrauner Wallach, Vater: Kastel's Grand Galaxy Win, Muttervater: Don Romantic
- Friedrich der Große 10 (* 2016), Hannoveraner Rappwallach, Vater: Zack, Muttervater: Gribaldi
- Embolo (* 2019), Westfale brauner Hengst, Vater: Escamillo, Muttervater: Detroit
- Quick Decision 5 (* 2016), Hannoveraner Fuchswallach, Vater: Quaterhall, Muttervater: Rotspon, bis Oktober 2024 von Uta Gräf geritten[23]

## Erfolge

### Championate und Weltcup
Weltmeisterschaften
- 2022, Herning: mit Famoso OLD Bronze mit der Mannschaft, 5. Platz im Einzel Grand Prix Spécial (78,237 %) und 4. Platz im Einzel Grand Prix Kür (85,893 %)

Europameisterschaften
- 2002, Pratoni del Vivaro (Junge Reiter): mit Achill Gold mit der Mannschaft und 6. Platz im Einzel[24]
- 2003, Saumur (Junge Reiter): mit Achill Gold mit der Mannschaft und 4. Platz im Einzel[25]
- 2004, Aarhus (Junge Reiter): mit Sam Gold mit der Mannschaft und 4. Platz im Einzel und 8. Platz in der Einzel-Kür
- 2005, Barzago (Junge Reiter): mit Sam Gold mit der Mannschaft und Silber im Einzel[7]

Deutsche Meisterschaften
- 2015, Balve: mit Der Hit 18. Platz im Grand Prix Spécial (67,039 %)[26]
- 2018, Balve: mit Daily Mirror 6. Platz im Grand Prix Spécial (73,784 %)[27] und 6. Platz in der Grand Prix Kür (76,825 %)[28]
- 2019, Balve: mit Daily Mirror 9. Platz im Grand Prix Spécial (73,176 %)[29] und 6. Platz in der Grand Prix Kür (79,550 %)[30]
- 2020, Balve: mit Daily Mirror 4. Platz im Grand Prix Spécial (78,431 %)[31]
- 2021, Balve: mit Daily Mirror 6. Platz im Grand Prix Spécial (77,569 %)[32] und 6. Platz in der Grand Prix Kür (83,175 %)[33]
- 2022, Balve: mit Daily Mirror 4. Platz im Grand Prix Spécial (76,451 %)[34] und 4. Platz in der Grand Prix Kür (81,375 %)[35]